# Loch Leven (Highland)
Loch Leven ist ein Seitenarm (sea loch) der Meeresbucht Loch Linnhe. Er liegt an der Westküste Schottlands im Bezirk (Council Area) Highland. Der Loch bildete zwischen den ehemaligen Grafschaften Inverness-shire im Norden und Argyll im Süden eine natürliche Grenze.
Der Loch Leven hat eine Länge von etwa 17 km, bei einer Breite von 90 m bis 1,6 km. Die einzigen Ortschaften an seinen Ufern sind Ballachulish, Glencoe und Kinlochleven am Kopf der Bucht, an dem es reichhaltige Aluminiumvorkommen gab.
Am Südufer erstreckt sich das Massiv des Aonach Eagach, westlich dessen das Glen Coe mündet, ein Tal in den Glen Coe Mountains, das 1692 traurige Berühmtheit durch das Massaker von Glencoe erlangte. Einem größeren Publikum wurde der Fjord durch die dort gedrehten Filmaufnahmen zu Blockbuster wie Braveheart oder Rob Roy zumindest visuell bekannt.

## Verkehrsanbindung
Erst 1927 wurde der Loch Leven, durch die Fertigstellung der heutigen B863, einer einspurigen, von Glencoe ausgehend um fast den gesamten Loch führenden Uferstraße, für den Autoverkehr erschlossen. Die B863 trifft in Ballachulish North, nahe der Enge zum Loch Linnhe, wieder auf die A82 nach Fort William und weiter bis zur Highland-Hauptstadt Inverness. Mit der Eröffnung der Ballachulish Bridge 1975, kann die Enge vom Loch Leven zum Loch Linnhe über die A82 ohne Fährunterbrechung überquert werden. Bis dahin war die A82 um Loch Leven auf der heutigen B863 geführt worden. Die kurzen Abschnitte zur Fähre waren Teil der A828. Seit 1966 die Nebenstrecke der West Highland Line nach Ballachulish South stillgelegt wurde, ist der Loch Leven nicht mehr mit der Eisenbahn erreichbar.